# Hydraena stussineri
Hydraena stussineri är en skalbaggsart som beskrevs av August Ferdinand Kuwert 1888. Hydraena stussineri ingår i släktet Hydraena och familjen vattenbrynsbaggar. Inga underarter finns listade i Catalogue of Life.